# Ingeltjärnen
Ingeltjärnen är en sjö i Bollnäs kommun i Hälsingland och ingår i Nianåns huvudavrinningsområde.